# クリフォード・シャル
クリフォード・グレンウッド・シャル（Clifford Glenwood Shull、1915年9月23日 - 2001年3月31日）は、アメリカ合衆国の物理学者。1994年中性子散乱の技術確立の功績によりノーベル物理学賞を受賞した。

## 略歴
ペンシルベニア州ピッツバーグに生まれる。カーネギー工科大学で学んだ後、ニューヨーク大学で学位を得て、テキサコの研究職となった。戦後、1946年からオークリッジ国立研究所（クリントン研究所）で研究をおこなった後、1955年にマサチューセッツ工科大学の教授に就任し、1986年まで務めた。
オークリッジ研究所で、アーネスト・ウォランと共に原子炉からの中性子を単色中性子にして試料に照射して、散乱された中性子ビーム強度の分布をカウンターで計測しての原子の種類と結晶構造を決定する技術を開発した。中性子は電荷を持たないので透過力が高く、物質内部の情報も得ることができるなどの利点をもっている。

## 受賞歴
- 1956年 オリバー・E・バックリー凝縮系賞
- 1993年 グレゴリー・アミノフ賞
- 1994年 カナダのバートラム・ブロックハウスとともにノーベル物理学賞を受賞した（ウォランは1984年に死去していたため受賞はできなかった）。